# Denezy
Denezy is een plaats en voormalige gemeente in het Zwitserse kanton Vaud en maakt sinds 1 januari 2008 deel uit van het district Gros-de-Vaud. Voor 2008 maakte de gemeente deel uit van het toenmalige district Moudon.
Denezy telt 135 inwoners.

## Geschiedenis
Voor 2008 maakte de gemeente deel uit van het toenmalige district Moudon. Op 1 januari 2008 werd de gemeente deel uit van het nieuwe district Gros-de-Vaud.
Op 1 januari 2013 fuseerde de gemeente met de gemeentes Chanéaz van het district Jura-Nord vaudois en Chapelle-sur-Moudon, Correvon, Martherenges, Neyruz-sur-Moudon, Peyres-Possens, Saint-Cierges en Thierrens van het district Gros-de-Vaud tot de nieuwe gemeente Montanaire.
- Gemeinsame Normdatei: 4218687-0
- Historisch woordenboek van Zwitserland: 002470
- Virtual International Authority File: 245054127
- WorldCat: E39PBJyMkGMFhHDvd6RBvwgdwC